# Volvo World Match Play Championship
Das nach dem seit 2009 aktuellen Sponsor nunmehr Volvo World Match Play Championship benannte traditionsreiche Golfturnier wurde auf Einladungsbasis im Lochspiel-Format ausgetragen. Je nach Sponsor wechselte es mehrfach seinen Namen. Zuvor hieß es HSBC World Match Play Championship.
Seit 2011 fand das Turnier regelmäßig an einem anderen Ort in Europa statt. 2014 war der letzte Austragungsort im London Golf Club in Kent, England. Das Preisgeld betrug 2.250.000 €, der Sieger erhielt davon 650,000 €.

## Einladungskriterien
Es wurden 16 Spieler nach festgelegten Qualifikationskriterien eingeladen. Darunter befanden sich der Titelverteidiger, der Weltranglistenerste und die zehn weiteren verfügbaren Platzierten des HSBC Major Ranking, welches sich an der Golfweltrangliste orientierte. Dazu kamen noch die jeweils zwei Bestplatzierten in der europäischen Geldrangliste und des HSBC European Ranking.

## Modus
Die erste Runde (Achtelfinale) wurde nach der Setzliste ausgeschrieben, wobei der Titelverteidiger immer als Nummer 1 gesetzt wurde, und danach die Platzierung in der Weltrangliste maßgeblich waren. Der 1. spielte gegen den 16., der 2. gegen den 15. und so weiter.
Die einzelnen Matches wurden jeweils an einem Tag über 36 Loch, und zwar eine Golfrunde (18 Loch) am Vormittag und eine am Nachmittag, ausgetragen. Bei Gleichstand wurden Extralöcher gespielt, bis ein Sieger feststand. Das Turnier ging über vier Tage (Donnerstag Achtelfinale, Freitag Viertelfinale usw.), sodass am finalen Sonntag zwei Spieler das Endspiel austrugen, und die unterlegenen Semifinalisten im Flight davor den dritten Platz ausspielten. 2006 und 2007 entfiel dieses sogenannte consolation game.

### Neuer Modus ab 2009
Die 16 Teilnehmer wurden in vier Gruppen aufgeteilt, wobei hier jeder gegen jeden über die gesamten 18 Loch spielte. Für den Sieg erhielt man zwei Punkte, ein Unentschieden brachte jedem Spieler einen Punkt. Zusätzlich ging die Differenz zwischen gewonnenen und verlorenen Löcher in die Wertung, um bei Punktegleichstand die Platzierungen zu bestimmen. Die Gruppensieger spielten im Semifinale, welches über 36 Loch ging und nach den klassischen Lochspielkriterien ausgetragen wurde. Auch das Finale war ein Lochspiel über 36 Loch, während die Semifinalverlierer ein solches über 18 Loch um den dritten Platz ausspielten.

### Neuer Modus ab 2011
Seit 2011 spielen 24 Golfer in acht Gruppen mit je drei Mann – jeder gegen jeden (ein Remis bringt 1 Punkt, ein Sieg 2 Punkte) –, von denen die zwei besten jeder Gruppe ins Achtelfinale kommen. Bei gleicher Punktanzahl wird ein separates Stechen ausgetragen. Die verbliebenen 16 Spieler spielen dann im K.-o.-System weiter, wobei jede Paarung, auch das Finale, über 18 Loch (plus eventuelle Extralöcher bei Gleichstand) läuft. Eine weitere Änderung ist der Wegfall des Spiels um Platz drei.

### Abänderungen 2014
16 Golfer spielten in vier Gruppen mit je vier Mann, die beiden Gruppenersten kamen ins Viertelfinale, wobei dann jeweils Gruppenerste gegen andere Gruppenzweite spielten. Das Spiel um Platz drei wurde wieder ausgetragen.

## Bedeutung
Im Jahre 1964 erstmals ausgetragen, galt dieser Wettbewerb jahrzehntelang quasi als Weltmeisterschaft im Lochspiel. Man sah die absolute Weltspitze am Start, und die Siegerliste las sich wie das Who’s who im professionellen Golfsport. Seit der Einführung der WGC-Accenture Match Play Championship, die zur exklusiven World-Golf-Championships-Turnierserie gehört, und ab 1999 ausgetragen wird, verzichteten jedoch immer mehr Spitzengolfer aus den USA bzw. der PGA TOUR auf die HSBC World Match Play Championship. Diese Konkurrenzveranstaltung umfasst ein Teilnehmerfeld von 64 Spielern, die sich aus der aktuellen Weltrangliste zusammensetzen, und die auch terminlich besser angesetzt ist.
Die Wertigkeit der HSBC World Match Play Championship für die Weltrangliste war indes sehr groß, da der Sieger fast ebenso viele Punkte wie für einen Major-Sieg erhielt.

## Siegerliste
| Jahr                                  | Sieger                              | Nationalität                        |
| Volvo World Match Play Championship   | Volvo World Match Play Championship | Volvo World Match Play Championship |
| ------------------------------------- | ----------------------------------- | ----------------------------------- |
| 2014                                  | Mikko Ilonen                        | Finnland                            |
| 2013                                  | Graeme McDowell                     | Nordirland                          |
| 2012                                  | Nicolas Colsaerts                   | Belgien                             |
| 2011                                  | Ian Poulter                         | England                             |
| 2010                                  | kein Turnier                        | kein Turnier                        |
| 2009                                  | Ross Fisher                         | England                             |
| 2008                                  | kein Turnier                        | kein Turnier                        |
| HSBC World Match Play Championship    |                                     |                                     |
| 2007                                  | Ernie Els                           | Südafrika                           |
| 2006                                  | Paul Casey                          | England                             |
| 2005                                  | Michael Campbell                    | Neuseeland                          |
| 2004                                  | Ernie Els                           | Südafrika                           |
| 2003                                  | Ernie Els                           | Südafrika                           |
| Cisco World Match Play Championship   |                                     |                                     |
| 2002                                  | Ernie Els                           | Südafrika                           |
| 2001                                  | Ian Woosnam                         | Wales                               |
| 2000                                  | Lee Westwood                        | England                             |
| 1999                                  | Colin Montgomerie                   | Schottland                          |
| 1998                                  | Mark O’Meara                        | Vereinigte Staaten                  |
| Toyota World Match Play Championship  |                                     |                                     |
| 1997                                  | Vijay Singh                         | Fidschi                             |
| 1996                                  | Ernie Els                           | Südafrika                           |
| 1995                                  | Ernie Els                           | Südafrika                           |
| 1994                                  | Ernie Els                           | Südafrika                           |
| 1993                                  | Corey Pavin                         | Vereinigte Staaten                  |
| 1992                                  | Nick Faldo                          | England                             |
| 1991                                  | Seve Ballesteros                    | Spanien                             |
| Suntory World Match Play Championship |                                     |                                     |
| 1990                                  | Ian Woosnam                         | Wales                               |
| 1989                                  | Nick Faldo                          | England                             |

| Jahr                                     | Sieger                 | Nationalität       |
| ---------------------------------------- | ---------------------- | ------------------ |
| 1988                                     | Sandy Lyle             | Schottland         |
| 1987                                     | Ian Woosnam            | Wales              |
| 1986                                     | Greg Norman            | Australien         |
| 1985                                     | Seve Ballesteros       | Spanien            |
| 1984                                     | Seve Ballesteros       | Spanien            |
| 1983                                     | Greg Norman            | Australien         |
| 1982                                     | Seve Ballesteros       | Spanien            |
| 1981                                     | Seve Ballesteros       | Spanien            |
| 1980                                     | Greg Norman            | Australien         |
| 1979                                     | William Charles Rogers | Vereinigte Staaten |
| Colgate World Match Play Championship    |                        |                    |
| 1978                                     | Isao Aoki              | Japan              |
| 1977                                     | Graham Marsh           | Australien         |
| Piccadilly World Match Play Championship |                        |                    |
| 1976                                     | David Graham           | Australien         |
| 1975                                     | Hale Irwin             | Vereinigte Staaten |
| 1974                                     | Hale Irwin             | Vereinigte Staaten |
| 1973                                     | Gary Player            | Südafrika          |
| 1972                                     | Tom Weiskopf           | Vereinigte Staaten |
| 1971                                     | Gary Player            | Südafrika          |
| 1970                                     | Jack Nicklaus          | Vereinigte Staaten |
| 1969                                     | Bob Charles            | Neuseeland         |
| 1968                                     | Gary Player            | Südafrika          |
| 1967                                     | Arnold Palmer          | Vereinigte Staaten |
| 1966                                     | Gary Player            | Südafrika          |
| 1965                                     | Gary Player            | Südafrika          |
| 1964                                     | Arnold Palmer          | Vereinigte Staaten |